# 红辣椒 (1968年电影)
《红辣椒》（英語：That Fiery Gir）是1968年上映的一部香港電影，由严俊执导，梁彦编剧，郑佩佩等領銜主演。该电影主要讲述的是一个调查藏宝图事情的梅与一个盗贼团伙首领之女的故事。

## 劇情簡介
梅家庄因藏宝图而多次被盗贼袭击，正因如此，三个青年武术家决定去调查这件事，其后这三个人中为首的人遇见一个和梅家庄遇袭有关的盗贼团，并且这个人还和盗贼团首领的女儿，绰号“红辣椒”有了联系。并在之后经过一段时间的相处中，逐渐爱上了彼此。
在这之后，“红辣椒”得知自己并不是盗贼团首领的女儿，于是她便帮助其他人一起将盗贼团歼灭，然后她又和自己心爱之人一起浪迹天涯……

## 演员表
- 郑佩佩
- 陈亮
- 樊梅生
- 郑雷
- 赵心妍
- 李丽丽
- 欧阳莎菲
- 谷峰
- 唐迪
- 王清河

## 備註
1. ↑  邱淑婷. . 2012年.
2. ↑  李翰祥. . 1987年.
3. ↑  司马芬. . 1983年.
4. ↑  张骏祥, 程季华. . 1995年.
5. ↑  . 2003年.
6. ↑  . 1997年.

## 相關連結
- 互联网电影数据库（IMDb）上《红辣椒》的资料（英文）
- 豆瓣电影上《红辣椒》的資料 （简体中文）
- 时光网上《红辣椒》的資料（简体中文）
- 香港影庫上《红辣椒》的資料（繁體中文）
- 爛番茄上《红辣椒》的資料（英文）